# In the Shadow of the Cypress
In the Shadow of the Cypress (Im Schatten der Zypresse) ist ein iranischer Animations-Kurzfilm in 2D von Hossein Molayemi und Shirin Sohani aus dem Jahr 2023. Der Film wurde bei der 97. Oscarverleihung im März 2025 mit dem Oscar für den besten animierten Kurzfilm ausgezeichnet.

## Inhalt
Ein ehemaliger Kapitän, der an einer posttraumatischen Belastungsstörung leidet, lebt mit seiner Tochter in einer abgelegenen Küstenstadt in einem Haus am Meer im Schatten einer alten Zypresse. Dieser Baum symbolisiert in der persischen Kultur Ehrlichkeit, Moral und Widerstandskraft. Das verkörpert auch der Vater mit seiner dünnen, gebeugten Gestalt. Seit er aus dem Iran-Irak-Krieg zurückgekommen ist, ist er nicht mehr derselbe. Er möchte seiner Tochter ein fürsorglicher und liebevoller Vater sein, schafft es aber aufgrund seiner Krankheit nicht. Das Leben von Vater und Tochter ist geprägt davon, dass sie sehr zurückgezogenen und spartanisch leben. Obwohl die Beziehung der beiden vom Trauma des Vaters beeinflusst wird, herrscht oft unausgesprochenes Einvernehmen zwischen ihnen. Das unberechenbare Verhalten des Vaters sei für seine Tochter aber auch eine stete Belastung. Vor der Küste liegt der Rumpf des alten Schiffes des ehemaligen Kapitäns, das durch Bomben zerstört wurde. Seinerzeit hatte der Vater es gerade noch geschafft, seine Tochter und sich an Land zu bringen. Ein Verlust innerhalb der Familie hatte die Situation seinerzeit noch verstärkt.
Gerade als die Tochter glaubt, am Ende ihrer Kräfte angekommen zu sein und sich darauf vorbereitet, ihren Vater zu verlassen, strandet ein Wal neben der Behausung von Vater und Tochter. Mit vereinten Kräften versuchen beide, das Tier zu befreien. Obwohl das Duo alles tut, um dem Wal den Weg zurück ins Meer zu ermöglichen, bleiben ihre Bemühungen erfolglos. Das löst bei dem ehemaligen Kapitän psychotische Anfälle aus. Frustriert zieht sich der Mann daraufhin in sein angedocktes Boot zurück und lässt seine Tochter allein, die weiterhin versucht, dem gestrandeten Säugetier zu helfen. Während das Mädchen den Wal mit Wasser bespritzt und ihn mit Handtüchern bedeckt, um ihn vor der sengenden Sonne zu schützen, wird ihr Vater von seinen schlimmen Erinnerungen an seine Zeit im Krieg heimgesucht. Die Gespenster der Vergangenheit lassen ihn einfach nicht los.

## Produktion

### Produktionsnotizen
Produziert wurde der Film vom Barfak Animation Studio, der weltweite Vertrieb erfolgte über The Animation Showcase.

### Hintergrundinformationen
Die Produktion des Films sei herausfordernd in einem Iran, der tief von Wirtschaftssanktionen, Zensur und sozialen Unruhen betroffen sei. Molayemi und Sohani, ein Ehepaar, und ihr Team hatten große Hindernisse zu überwinden, um den Film fertigstellen zu können, was fast sieben Jahre dauerte. Unter den gegenwärtigen Umständen sei es äußerst schwierig, im Iran Animationsfilme zu produzieren. Die wirtschaftliche und soziale Krise im Land habe unter den Künstlern zu einem hohen Maß an Druck, Depression und Hoffnungslosigkeit geführt. Die Filmemacher erzählten, dass sie beide persönliche Lebenserfahrungen hätten, die ihr Leben tief geprägt hätten. Diese seien die Hauptinspiration für den Film gewesen. Im Iran würden viele Veteranen des Iran-Irak-Krieges leben, die ihre Arbeit zudem maßgeblich inspiriert hätten. Der Film sei für sie eine Herzensangelegenheit gewesen.
Sohani und Molayemi erörterten in einem Interview mit Cartoon Brew, dass man das Budget und die Ausrüstung für den Film so effizient wie möglich habe organisieren müssen, insbesondere, da man den Film im Iran unter außergewöhnlichen Umständen habe drehen müssen. Die Sanktionen und die ständige Abwertung der iranischen Währung hätten es erschwert, im Iran zu überleben, ganz zu schweigen davon, Animationsfilme machen zu können. Was man im Interview hinsichtlich der Herausforderungen erwähnen könne, sei nur die Spitze des Eisbergs. Es sei aber gelungen, den Film wie eine Produktion mit hohem Budget erscheinen zu lassen, obwohl er im Vergleich zu anderen Produktionen weltweit mit einem sehr geringen Budget gedreht worden sei.

### Veröffentlichung
Die Veröffentlichung des Films erfolgte auf folgenden Festivals:
- 07. September 2023 Premiere auf dem Filmfestival von Venedig in Italien
- Februar 2024 auf dem Festival du Court-Métrage de Clermont-Ferrand in Frankreich
- März 2024 bei den Tokyo Anime Awards in Japan
- April 2024 beim Internationalen Trickfilm-Festival Stuttgart in Deutschland
- Juni 2024 auf dem Guadalajara International Film Festival in Mexiko
- Juni 2024 auf dem Tribeca Film Festival in den Vereinigten Staaten
- 08. August 2024 Premiere in Melbourne in Australien
- 19. September 2024 auf dem Calgary International Film Festival in Kanada
- 19. Oktober 2024 auf dem Taichung International Animation Festival in Taiwan

Veröffentlicht wurde der Film zudem in Polen und in Russland. Ein alternativer weltweiter Titel ist Dar Saaye Sarv.

## Rezeption

### Kritik
Ramin Zahed schrieb im Animationsmagazine, dass Malayemi und Sohani in einem Interview betont hätten, dass sie stolz darauf seien, mit ihrem Kurzfilm die Welt auf das harte Leben iranischer Veteranen mit PTBS aufmerksam machen zu können. Ihre Hoffnung sei es, dass sie dem Publikum weltweit die tiefen Emotionen übermitteln könnten, und eine gemeinsame Sprache gefunden zu haben, die die Zuschauer auf einer tiefen Ebene anspreche.
Hideki Nagaishi von Animation-Week sprach von einem raffinierten 2D-Animationskurzfilm der iranischen Regisseure Shirin Sohani und Hossein Molayemi. Der Film porträtiere das Verhalten der Charaktere sorgfältig, indem er ihr Innenleben in einer minimalistischen Erzählumgebung feinfühlig widerspiegele.
Joe Muldoon befasste sich bei Blogarama/Battleroyalewthcheese mit dem Film und meinte, es sei ein atemberaubend schöner und erfrischend origineller Film, ein Meisterwerk der Kurzanimation. Der Kurzfilm wie dieser sei in jeder Hinsicht beeindruckend, wenn man aber die Größe des Kreativteams bedenke, sei Shadow of the Cypress einfach umwerfend. Jedes Bild sei atemberaubend mit sanften, einfachen Details bemalt, die Molayemi in aller Ruhe zusammengeschnitten habe. Das minimalistische Sounddesign ergänze die Filmmusik wunderbar, das Plätschern jeder undurchsichtigen Welle werde durch ein ebenso minimalistisches Arrangement unterstrichen, wunderbar ruhig. Erzählt werde eine sanfte, ergreifende Geschichte über Güte und Mitgefühl – ein Kunstwerk.
Joan Amenn schrieb bei In their Own League, dass man sich nicht von der charmanten Charaktergestaltung und der bunten Palette täuschen lassen solle, dieser Kurzfilm sei nichts für Kinder. Er habe eine emotionale Wucht, die den Betrachter am Boden zerstört zurücklassen werde, wenn der Abspann laufe. Erstaunlicherweise vermittle der Film so viel, obwohl er keinen Dialog enthalte. Wie die Natur heilen und wie Liebe trotz einer verheerenden Tragödie helfen könne, stelle diese wunderschöne Geschichte vereinfachend dar. Die Filmmusik von Afshin Azizi unterstreiche die emotionalen Aspekte der Versuche des Duos, Gemeinsamkeiten und inneren Frieden zu finden.
Miguel A. Reina war bei En Primera Fila der Meinung, dass dieser Kurzfilm zweifellos eines der schönsten Werke sei, dass er beim Annecy Festival gesehen habe. Während seiner Produktion sei der Film von der Coronavirus-Pandemie beeinflusst worden, die das kleine Team, das hauptsächlich aus den beiden Regisseuren und dem Animator Azad Maroufi bestanden habe, zur Fernarbeit zwang. Die schwierigen wirtschaftlichen Bedingungen, die der Iran in den letzten Jahren erlebt habe, habe sich auch auf die Entwicklung der Arbeit iranischer Künstler ausgewirkt und ein zunehmend schwierigeres Klima für die Einführung audiovisueller Projekte wie dieses geschaffen. Doch die internationale Resonanz auf den Kurzfilm habe die Aufmerksamkeit wieder auf die Animationsproduktion im Iran gelenkt.
Film-Business lobte, dies sei ein kraftvoller und emotional aufgeladener animierter Kurzfilm, der die heikle Schnittstelle zwischen Trauma und Heilung aus der Perspektive einer Vater-Tochter-Beziehung untersuche. Unter der Regie von Hossein Molayemi und Shirin Sohani biete dieser für den Oscar nominierte Kurzfilm eine ergreifende Geschichte über einen ehemaligen Kapitän, der mit seiner Tochter isoliert am Meer lebt und mit der schweren Last einer posttraumatischen Belastungsstörung (PTBS) zu kämpfen habe. Die Geschichte entfalte sich auf erschütternde und einfühlsame Weise, was sie nicht nur zu einem wunderschönen Animationsfilm, sondern auch zu einer bedeutenden Auseinandersetzung mit der psychischen Gesundheit mache. Die Animation des Films sei atemberaubend. Was die emotionale Tiefe angehe, scheue sich der Film nicht, die harte Realität einer posttraumatischen Belastungsstörung darzustellen. Der Film sei ein Muss für alle, die Animation als kraftvolles Medium zum Geschichtenerzählen schätzten, sowie für alle, die die langfristigen Auswirkungen eines Traumas und den fragilen Weg zur Heilung erlebt hätten oder daran interessiert seien, sie zu verstehen.
Ben Nicholson von The Film Verdict war, wie fast alle Kritiker voll des Lobes und sprach von einer wunderschön gezeichneten und zutiefst bewegenden animierten Allegorie, in der unausgesprochene Traumata manifestiert würden. Angesichts des Mangels an Dialogen, der gewichtigen Themen und der gigantischen Metapher im Mittelpunkt gelinge es In the Shadow of the Cypress, beeindruckend zurückhaltend zu sein. Die Darstellung der beiden Charaktere sei hervorragend, aber es seien die äußeren Darstellungen des inneren Konflikts, die den Film wirklich ergreifend machen würden. Abschließend stellte Nicholson fest: Sohani, Molayemi und der Rest ihres Animationsteams setzen die Werkzeuge ihres Fachs gekonnt ein, um eine fast körperliche Erfahrung des Aufruhrs des Vaters heraufzubeschwören, was ihren Film zu einem intensiv berührenden Porträt von Leid und Liebe macht.

### Auszeichnungen (Auswahl)
– wenn nicht anders angegeben, gelten die Auszeichnungen immer für Shirin Sohani und Hossein Molayemi –
Minsk International Film Festival „Listapad“ 2023
- Gewinner Bester Film in der Kategorie „Animation Competition“

Venice Film Festival 2023
- Nominiert für den Venice Horizons Award in der Kategorie „Bester Kurzfilm“

Sharjah International Film Festival for Children & Youth (SIFF) 2024
- Nominiert in der Kategorie „Bester internationaler Kurzfilm“

Chaniartoon International Comic and Animation Festival 2024
- Gewinner in der Kategorie „Beste Animation“

Spark Animation 2024
- Gewinner in der Kategorie „Bester Kurzfilm“

Marateale Festival 2024
- Gewinner des Rai Cinema Channel Award und Gewinner des Premio Internazionale Basilicata

World Festival of Animated Film 2024
- Nominiert in der Kategorie „Bester Kurzfilm“ und Gewinner des Special Mention jeweils in der Kategorie „Bester Kurzfilm“

Portland Festival of Cinema, Animation & Technology 2024
- Nominiert für den Annual Award und Gewinner des Annual Award jeweils in der Kategorie „Bester 2D Animations-Kurzfilm“
- Nominiert für den Annual Award Afshin Aziz in der Kategorie „Bester Score in a Short Animation“

Animation Is Film 2024
- Nominiert für den Grand Jury Prize in der Kategorie „Kurzfilm“

Golden Kuker – Sofia, International Animation Film Festival 2024
- Gewinner des Golden Kuker Sofia Award in der Kategorie „Bester animierter Kurzfilm“

Cartoon Club – Festival Internazionale del Cinema d’Animazione, del Fumetto e dei 2024
- Gewinner Premio Cartoon Club

Sorsi Corti Short Film Festival 2024
- Gewinner Jury Award in der Kategorie „Beste Animation“

Hsin-Yi Children’s Animation Awards 2024
- Nominiert für den Hsin-Yi Children’s Animation Award in der Kategorie „Beste Animation“

Flickers’ Rhode Island International Film Festival 2024
- Nominiert für den Grand Prize in der Kategorie „Bester Kurz-Animationsfilm“

Kuandu International Animation Festival 2024
- Nominiert in der Kategorie „Bester animierter Kurzfilm“

The International Animation Film Festival (IAFF)
- Gewinner in der Kategorie „Bester Animationsfilm/Kurzfilm“

War on Screen International Film Festival 2024
- Nominiert für den Best Short Film Award in der Kategorie „Beste Animation“

Bengaluru International Short Film Festival 2024
- Gewinner in der Kategorie „Bester Animations-Kurzfilm“

Tehran International Animation Festival 2024
- Gewinner International Section Award/National Section Award in den vier Kategorie „Honorary Diplona/Bester Film/Bestes Charakterdesign/Bester Animator“ (bester Animator-Gewinner: Hossein Molayemi, Azad Maroufi, Hesam Javaheri, Reyhaneh Mirhashemi, Sepehr Momeni und Mehdi Torabi)

Chilemonos 2024
- Gewinner Festival Prize in der Kategorie „Bester internationaler Kurzfilm“

BSFF – Bucharest Short Film Festival 2024
- Nominiert für den Jury Prize in der Kategorie „Beste Animation“

International Film Festival Lebu 2024
- Nominiert International Animation in der Kategorie „Bester Animations-Kurzfilm“

Valdarno Cinema Film Festival 2024
- Nominiert in der Kategorie „Bester Animations-Kurzfilm“

Festival du cinéma international en Abitibi-Témiscamingue 2024
- Nominiert für den Prix du Jury Expace Court in der Kategorie „Bester Kurzfilm“

International Film Festival Etiuda & Anima 2024
- Nominiert für den Golden Dinosaur in der Kategorie „Grand Prix“

LA Shorts International Film Festival 2024
- Gewinner in der Kategorie „Beste Animation“

Roshd International Film Festival 2024
- Gewinner Golden Award in der Kategorie „Bester Animationsfilm“

Animayo: The International Film Festival of Animation, Visual Effects and Video 2024
- Gewinner Grand Jury Award in der Kategorie „Internationaler Preis“
- Gewinner Jury Prize in der Kategorie „Best 2D Short Film“

Corti Da Sogni Antonio Ricci-International Short Film Festival 2024
- Gewinner Premio Giuseppe Maestri in der Kategorie „Bester Animations-Kurzfilm“

Stuttgart International Trickfilm Festival 2024
- Nominiert für den Grand Prix International Competition

In the Palace International Short Film Festival 2024
- Nominiert für den Jury Prize in der Kategorie „Beste Animation“

Olympia International Film Festival for Children and Young People 2024
- Gewinner in der Kategorie „Bester Animations-Kurzfilm“

Anim’est International Animation Film Festival 2024
- Nominiert für die Anm’est Trophy in der Kategorie „Bester Animations-Kurzfilm“

Tripoli Film Festival 2024
- Nominiert Short Film Competition in der Kategorie „Bester Kurzfilm“

Sedicicorto International Film Festival 2024
- Nominiert für den Animalab Award in der Kategorie „Bester Kurzfilm – Internationale Animation“

Lanzarote International Film Festival 2024
- Gewinner des Audience Award in der Kategorie „Beste Animation“

International Izmir Short Film Festival 2024
- Nominiert für den Festival Award in der Kategorie „Beste Animation“

Ismailia International Film Festival 2024
- Gewinner des Jury Prize in der Kategorie „Bester Animations-Kurzfilm“

Tokyo Anime Award 2024
- Nominiert für den Grand Prize in der Kategorie „Short Film Competition“

Sulmonacinema Film Festival 2024
- Gewinner in der Kategorie „Bester Animations-Kurzfilm“

Festival de cinema de Girona 2024
- Gewinner des Festival Award in der Kategorie „Beste Animation“

Norwich Film Festival, UK 2024
- Nominiert Best Animated Film in der Kategorie „Bester Animations-Kurzfilm“

HollyShorts Film Festival 2024
- Nominiert in der Kategorie „Beste Animation“

Edmonton International Film Festival 2024
- Nominiert für den International Short Film Award in der Kategorie „Beste Animation“

Tehran International Short Film Festival 2024
- Gewinner International Competition und National Competition jeweils in der Kategorie „Beste Animation“

Calgary International Film Festival 2024
- Nominiert in der Kategorie „Bester Animations-Kurzfilm“

BendFilm Festival 2024
- Nominiert in der Kategorie „Bester Animations-Kurzfilm“

Miami International Short Film Festival 2024
- Gewinner Jury Prize in der Kategorie „Beste Animation“

Tribeca Film Festival 2024
- Gewinner in der Kategorie „Bester Animatons-Kurzfilm“

St. Louis International Film Festival 2024
- Nominiert in der Kategorie „Bester Animations-Kurzfilm“

Santa Barbara International Film Festival 2024
- Nominiert für den Best Animated Short Award in der Kategorie „Animation“

RiverRun International Film Festival 2024
- Nominiert in der Kategorie „Bester Animations-Kurzfilm“

Melbourne International Film Festival 2024
- Nominiert für den City of Melbourne Award in der Kategorie „Bester Kurzfilm“

Mediawave, Ungarn 2024
- Gewinner Student Jury’s Award in der Kategorie „Beste Animation“

Guadalajara International Film Festival 2024
- Nominiert für den Rigo Mora International Award in der Kategorie „Bester Animations-Kurzfilm“

Drama Short Film Festival 2024
- Gewinner in der Kategorie „Bester internationaler Animationsfilm“

Clermont-Ferrand International Short Film Festival 2024
- Nominiert für den Canal+ Award in der Kategorie „Young Audience Competition“

Würzburg International Filmweekend 2025
- Gewinner Short Film Award in der Kategorie „Bester Animations-Kurzfilm“

Annie Awards 2025
- Nominiert für die Annie zweimal in den Kategorien „Bester Animations-Kurzfilm“

Festival d’Animation Annecy 2024
- Nominiert für den Cristal in der Kategorie „Bester Kurzfilm“

Academy Awards, USA 2025
- Gewinner Oscar in der Kategorie „Bester animierter Kurzfilm“